# Streptopelia reichenowi
La tórtola de Reichenow (Streptopelia reichenowi) es una especie de ave columbiforme de la familia Columbidae endémica del cuerno de África.

## Distribución y hábitat
La tórtola de Reichenow está confinada en los bosques de galería tropicales que flanquean los ríos Shebelle y Juba, y el afluente del último, el Daua; distribuida por las riberas de Etiopía, Somalia y norte de Kenia. Está amenazada por la pérdida de hábitat.